# Mendoza orientalis
Mendoza orientalis är en spindelart som först beskrevs av Bösenberg, Strand 1906.  Mendoza orientalis ingår i släktet Mendoza och familjen hoppspindlar. Inga underarter finns listade i Catalogue of Life.